# Zabythocypris kurilensis
Zabythocypris kurilensis is een mosselkreeftjessoort uit de familie van de Bythocyprididae. De wetenschappelijke naam van de soort is voor het eerst geldig gepubliceerd in 1980 door Schornikov.